# Konklave 1846
Das Konklave von 1846 tagte vom 14. bis 16. Juni 1846 im Quirinalspalast, nachdem Papst Gregor XVI. am 1. Juni 1846 gestorben war.

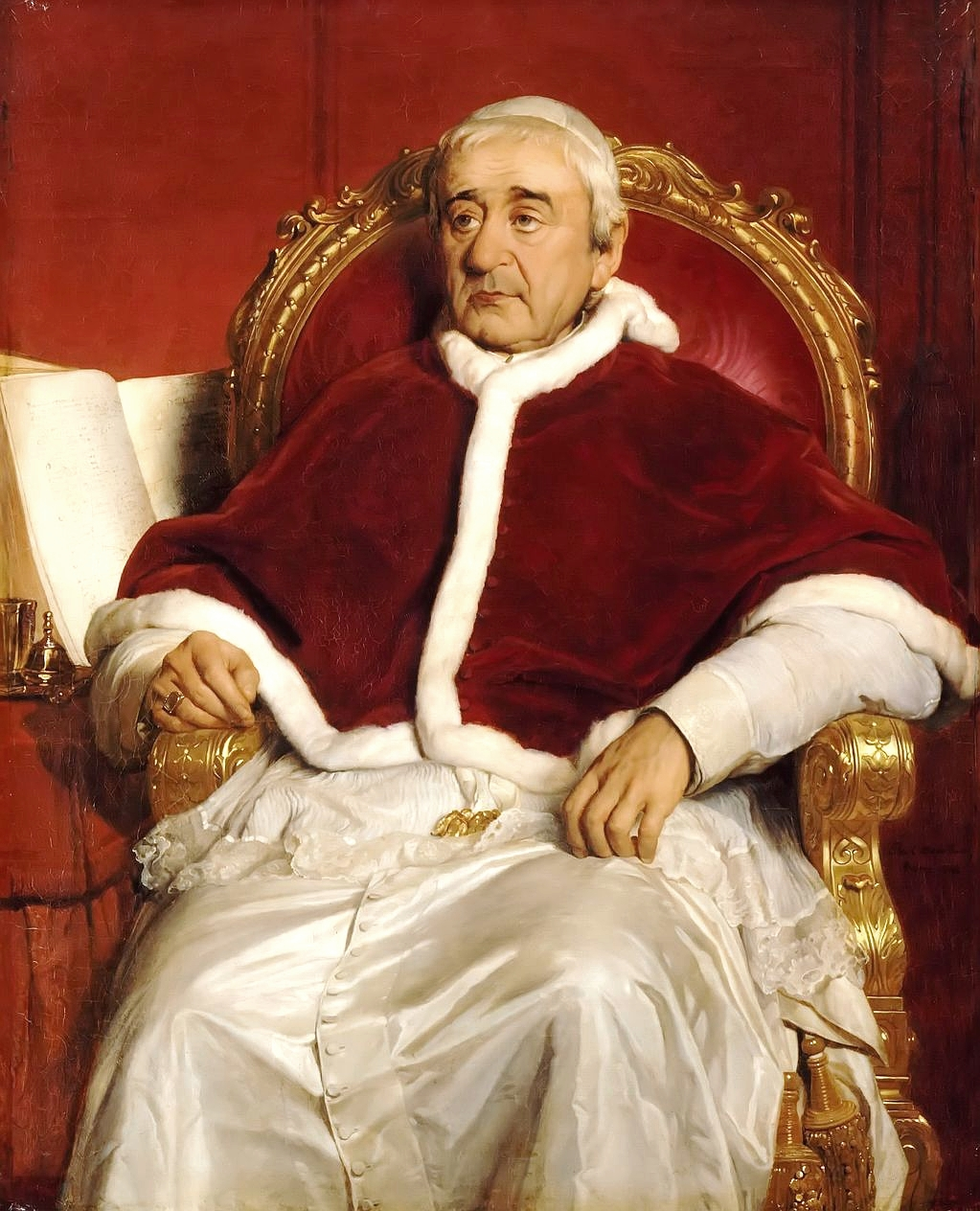
Gregor XVI. †

## Verlauf

Pius IX.

Am Konklave, das am 14. Juni begann, nahmen 50 der 62 Kardinäle teil. Fast alle (49) waren Italiener. Sie stammten meistens aus den damaligen Staaten Kirchenstaat, Königreich beider Sizilien, dem Großherzogtum Toskana oder den italienischen Gebieten Österreichs. Im 4. Wahlgang wurde schließlich Kardinal Giovanni Maria Mastai-Ferretti gewählt, der vorher Bischof von Imola gewesen war und als Papst den Namen Pius IX. annahm. Der Erzbischof von Mailand, Karl Kajetan Kardinal von Gaisruck, traf nach dem letzten Wahlgang ein, um das Veto des österreichischen Kaisers Ferdinand I. gegen die Wahl Mastai-Ferrettis zu verkünden. Gaisruck kam allerdings zu spät, so dass der neue Papst sein Amt auch antreten konnte.
Während der Sedisvakanz wurden diese Ämter von folgenden Kardinälen ausgeübt:
- Camerlengo: Tommaso Riario Sforza
- Kardinaldekan: Lodovico Micara
- Kardinalsubdekan: Vincenzo Macchi
- Kardinalvikar der Diözese Rom: Costantino Patrizi Naro
- Kämmerer des Heiligen Kardinalskollegiums: Pietro Ostini
- Kardinalprotodiakon: Tommaso Riario Sforza

## Teilnehmer
Folgende Kardinäle nahmen am Konklave teil:
- Kirchenstaat: Lodovico Micara
- Kirchenstaat: Vincenzo Macchi
- Königreich beider Sizilien: Tommaso Riario Sforza, Camerlengo
- Kirchenstaat: Pietro Ostini
- Toskana: Costantino Patrizi Naro, Kardinalvikar
- Sardinien: Luigi Lambruschini
- Kirchenstaat: Mario Mattei
- Toskana: Castruccio Castracane degli Antelminelli
- Österreich: Carlo Oppizzoni, Erzbischof von Bologna, Kardinalprotopriester
- Sardinien: Giacomo Filippo Fransoni
- Kirchenstaat: Benedetto Colonna Barberini di Sciarra
- Königreich beider Sizilien: Francesco Serra
- Sardinien: Ugo Pietro Spinola
- Sardinien: Giacomo Luigi Brignole
- Kirchenstaat: Paolo Polidori
- Kirchenstaat: Giuseppe Alberghini
- Österreich: Ambrogio Bianchi
- Kirchenstaat: Gabriele della Genga Sermattei
- Sardinien: Luigi Amat di San Filippo e Sorso
- Österreich: Angelo Mai
- Kirchenstaat: Chiarissimo Falconieri Mellini, Erzbischof von Ravenna
- Kirchenstaat: Giovanni Soglia Ceroni
- Kirchenstaat: Antonio Francesco Orioli
- Kirchenstaat: Giuseppe Mezzofanti
- Kirchenstaat: Antonio Tosti
- Kirchenstaat: Filippo De Angelis
- Kirchenstaat: Gabriele Ferretti
- Vereinigtes Königreich/ Königreich beider Sizilien: Charles Januarius Acton
- Königreich beider Sizilien: Ferdinando Maria Pignatelli
- Kirchenstaat: Giovanni Maria Mastai-Ferretti, Bischof von Imola (zu Papst Pius IX. gewählt)
- Kirchenstaat: Gaspare Bernardo Pianetti
- Kirchenstaat: Luigi Vannicelli Casoni
- Kirchenstaat: Tommaso Pasquale Gizzi
- Kirchenstaat: Lodovico Altieri
- Toskana: Cosimo Barnaba Corsi
- Kirchenstaat: Antonio Maria Cadolini
- Kirchenstaat: Antonio Maria Cagiano de Azevedo
- Kirchenstaat: Niccola Paracciani Clarelli
- Österreich: Fabio Maria Asquini
- Königreich beider Sizilien: Domenico Carafa della Spina, Erzbischof von Benevent
- Toskana: Giacomo Piccolomini
- Königreich beider Sizilien: Sisto Riario Sforza, Erzbischof von Neapel
- Kirchenstaat: Lorenzo Simonetti
- Kirchenstaat: Tommaso Bernetti, Vizekanzler der Heiligen Römischen Kirche
- Kirchenstaat: Ludovico Gazzoli
- Sardinien: Adriano Fieschi
- Kirchenstaat: Luigi Ciacchi
- Kirchenstaat: Giuseppe Ugolini
- Sachsen/ Kirchenstaat: Francesco Saverio Massimo
- Kirchenstaat: Giovanni Serafini

## Abwesende Kardinäle
Folgende Kardinäle erschienen nicht zum Konklave:
- Österreich: Karl Kajetan von Gaisruck, Erzbischof von Mailand (erschien nach dem Konklave, um das Veto des österreichischen Kaisers zu präsentieren)
- Österreich: Giacomo Monico, Patriarch von Venedig
- Spanien: Francisco Javier de Cienfuegos y Jovellanos, Erzbischof von Sevilla
- Sardinien: Placido Maria Tadini, Erzbischof von Genua
- Belgien: Engelbert Sterckx, Erzbischof von Mecheln-Brüssel
- Frankreich: Hugues de La Tour d’Auvergne-Lauraguais, Bischof von Arras
- Frankreich: Louis-Jacques-Maurice de Bonald, Erzbischof von Lyon
- Österreich: Friedrich Johann Jacob Celestin von Schwarzenburg, Erzbischof von Salzburg
- Königreich beider Sizilien: Francesco di Paola Villadecani, Erzbischof von Messina
- Österreich: Ignazio Giovanni Cadolini, Erzbischof von Ferrara
- Portugal: Guilherme Henriques de Carvalho, Patriarch von Lissabon
- Frankreich: Joseph Bernet, Erzbischof von Aix

## Quelle
- Conclave of June 14 to 16, 1846. In: Salvador Miranda: The Cardinals of the Holy Roman Church. (Website der Florida International University, englisch)